# MediEvil (videojuego de 2019)
MediEvil es un videojuego de acción-aventura de Cortar y destripar desarrollado por el estudio canadiense Other Ocean Interactive y publicado por Sony Interactive Entertainment para PlayStation 4. Es una nueva versión del videojuego de 1998 de PlayStation, MediEvil. Fue lanzado el 25 de octubre de  2019.

## Argumento
Sony anunció que la nueva versión de MediEvil presentaría cambios argumentales notables respecto al original, pero aun así la historia general sería relativamente similar.

### Leyenda
En el reino de Gallowmere, año 1286, el poderoso mago Zarok, desterrado por nigromancia, reunió a un numeroso ejército de zombis, demonios y otros monstruos con la intención de conquistar el reino al que pertenecía y vengarse de la familia real. Tras una breve sucesión de escaramuzas, los mejores soldados tanto del ejército del Rey Peregrino como los del de Zarok se enfrentaron en una batalla final en la que el capitán del Rey Peregrino, Sir Daniel Fortesque, se enfrentó en duelo singular combate a Zarok, acabando con su vida antes de sucumbir ante sus propias heridas mortales. La batalla, sin la magia de Zarok para mantener a las huestes malignas, fue ganada por el ejército real.

### Realidad
No obstante, la leyenda apenas se acerca a la verdad, ya que Sir Dani cayó atravesado por la primera andanada de flechas, y la batalla se decidió sin él, con el resultado de que Zarok fue derrotado y huyó del campo de batalla, recuperándose mientras tramaba su venganza.
Cien años más tarde, el hechicero regresa con todo su poder e invocando fuerzas diabólicas con ayuda de su libro de hechizos domina el desprotegido reino, sembrándolo de demonios y zombis. Junto al resto de los cadáveres de Gallowmere resucita el de Sir Dani y el difunto capitán se ve en la obligación de vencer definitivamente a Zarok para salvar su amado reino y demostrar que es el héroe de su propia leyenda.

## Recepción
La nueva versión de MediEvil recibió críticas de positivas a mixtas, según el agregador de revisiones Metacritic, el videojuego aprovecha la gran potencia de la PlayStation 4 pero no presenta una mecánica totalmente reconstruida.